# Municipio Valdez
Valdez es uno de los 15 municipios que conforman el Estado Sucre al noreste del país sudamericano de Venezuela. Tiene 4 parroquias de las 57 existentes en todo el estado oriental, y su capital es la ciudad de Güiria.

## Historia
Güiria fue fundada como pueblo de misión el 8 de diciembre de 1767, por Frailes Capuchinos.
Güiria y el resto de la Península, junto con la isla de Trinidad, eran buenos lugares para los españoles, tener tierras y buscar El Dorado era su objetivo, pero la dura resistencia de indígenas de la zona dificultaba la llegada española y su desarrollo, pero no los detuvo y se instalaron con pequeñas poblaciones, mas la mayoría de las fundaciones eran protagonizadas por Frailes capuchinos catalanes. Algunas poblaciones fundadas en el siglo XVIII fueron: Punta de Piedras, Macuro, Soro, Irapa, etc. Algunas poblaciones se quedaron como simples poblaciones indígenas, otras crecieron por las inmigraciones antillo-francesas, a partir de las persecuciones políticas en 1880. Trajeron familiares, esclavos, y nuevos cultivos, fundaron y explotaron varios nuevos rubros, causando impacto enorme en la economía de exportación hacia Estados Unidos y Europa.
Güiria se quedó con varios de estos inmigrantes, haciéndose el más destacable pueblo del oriente peninsular, pero esto se frenó con la guerra de Independencia de Venezuela, en la cual también lucharon los franceses y antillanos, destacándose el General Juan Baptista Bideau, destacado marino de la escuadra corsaria  del general Víctor Hugues, Gobernador de la isla francesa de Guadalupe; también los antillanos Gudol, Anduze, France, Gurbil entre otros.
Ya terminada la Guerra en 1820, la economía en la zona vuelve a desarrollarse, siendo Güiria la base de este desarrollo nuevamente con una aduana decretada por el Libertador, Simón Bolívar en 1827.
Güiria cae cuando el presidente Cipriano Castro buscando eliminar a los opositores en Güiria, movilizó el puerto a la hermana población de Macuro, en ese tiempo, era un pequeño pueblo sin mucho desarrollo.
Con el traslado de la aduana a Macuro, a comienzo de la primera década de este siglo, se desarrolla Macuro y decae Güiria, hasta el año 1935 en que el general y presidente Juan Vicente Gómez decreta el traslado de nuevo de la aduana hacia Güiria, para atender movimientos marítimos que requería la Compañía petrolera ahí ubicada.
A partir del traslado de la aduana de Güiria, se frena el desarrollo de Macuro y se reinicia el de Güiria. Pero el desarrollo no dura mucho, ya que los precios del petróleo, cacao y otros rubros caen, así que varios pobladores se mudan a otras zonas con más desarrollo, como Caracas y Maturín. A mediados del siglo XX la cementera ‘VENCEMOS" comenzó a operar una mina de yeso en Macuro.
Pero, Güiria sigue existiendo gracias al turismo, Macuro también se va desarrollando de manera próspera con este sector, y así varias poblaciones del estado también se mantienen, pero, debido a las inmigraciones, varios pueblos de aquí desaparecieron o quedaron en el olvido.
El municipio es fundado el 20 de febrero de 1947, pero el municipio comienza elegir alcaldes a partir de los años 80', actualmente, el alcalde es el señor Román Rojas, para el período 2021-2025.

## Geografía
Los datos geográficos del municipio Valdez se explican a continuación:

### Ubicación geográfica
El municipio se ubica geográficamente en el oriente de Venezuela, justo al oriente sur de la Península de Paria, como se puede ver en el mapa del cuadro informativo. El municipio tiene una excelente ubicación para ir al Atlántico y más allá, pero también es punto de comunicación muy importante con Trinidad, que le ha heredado parte de su cultura al municipio y al estado, aunque también comparten economía y otras materias por medio de aquí.

### Relieve
Casi todo el municipio tiene un mínimo de altitud, pero al oeste del municipio, se pueden encontrar algunas elevaciones entre 500 y hasta 600 m s. n. m..

### Organización parroquial
El municipio está dividido en 4 parroquias:
| Parroquia        | Superficie | Población | Densidad | Capital    |
| ---------------- | ---------- | --------- | -------- | ---------- |
| Cristóbal Colón  | km²        | hab.      | hab./km² | Macuro     |
| Bideau           | km²        | hab.      | hab./km² | Río Salado |
| Punta de Piedras | km²        | hab.      | hab./km² | Yoco       |
| Güiria           | km²        | hab.      | hab./km² | Güiria     |
| Municipio Valdez | km²        | hab.      | hab./km² |            |

### Límites
- Al norte: con el municipio Arismendi, por la "fila maestra" de la Península de Paria.

- Al sur: con el Golfo de Paria, es decir el Mar Caribe y Océano Atlántico al mismo tiempo.

- Al este: con las Bocas de Dragón y el Golfo de Paria, ciertamente limita con Trinidad por unos pocos kilómetros acuáticos entre el extremo de la Península con el territorio internacional.

- Al oeste:  con el municipio Mariño.

### Clima
El clima de la región es un clima típico del trópico, lluvioso de sabana, como en gran parte del territorio venezolano. La temperatura varía entre los 20 y 45 °C, dependiendo de las diversas cuestiones climáticas como la lluvia, humedad y otros.

## Economía
El municipio, debido a las inmigraciones de extranjeros a estas tierras durante el siglo XVIII, trajeron varios nuevos rubros a esta área. Algunos rubros (tanto de aquí como del exterior), son: el cacao, el algodón, el café, el petróleo juto a sus derivados, y otros. Pero una actividad económica que toma mucha fuerza en la región es el turismo, siendo Güiria un sitio famoso para viajar y hospedarse para ir a otros lugares, como Macuro, Yoco y otras poblaciones. Además de que tiene muchas relaciones culturales con Trinidad, lo que la hacen más rica aún.

## Política y gobierno

### Alcaldes
| Período     | Alcalde              | Partido político / Alianza | % de votos | Notas |
| ----------- | -------------------- | -------------------------- | ---------- | --- |
| 1989 - 1992 | Marcos Romero La Luz | AD                         | 58,96      | Primer alcalde bajo elecciones directas |
| 1992 - 1995 | Carlos Gordones      | GE                         | 38,62      | Segundo alcalde bajo elecciones directas |
| 1995 - 2000 | Candelario Zamora    | AD                         | -          | Tercer alcalde bajo elecciones directas (se realizaron elecciones generales adelantadas en el 2000 debido a la aprobación de la Constitución de 1999) |
| 2000 - 2004 | Régulo Sucre         | MAS                        | 25,85      | Cuarto alcalde bajo elecciones directas |
| 2004 - 2008 | Régulo Sucre         | PODEMOS                    | 32,00      | Reelecto |
| 2008 - 2013 | Jesús Ramírez        | PSUV                       | 61,03      | Quinto alcalde bajo elecciones directas (se postergan 1 año las elecciones municipales pautadas para finales del 2012)                                |
| 2013 - 2017 | Régulo Sucre         | PSUV                       | 54,36      | Sexto alcalde bajo elecciones directas |
| 2017 - 2021 | Ander Charles        | PSUV                       | 77,08      | Séptimo alcalde bajo elecciones directas |
| 2021 - 2025 | Román Rojas          | PSUV                       | 57,65      | Octavo alcalde bajo elecciones directas |

### Concejo municipal
Período 1989 - 1992
| Concejales:                 | Partido político / Alianza |
| --------------------------- | -------------------------- |
| Luis Medina                 | AD                         |
| José Álvarez Granda         | AD                         |
| Sixto Carrión Fuentes       | AD                         |
| Casimira Fuentes de Bonaldy | AD                         |
| Lino Oliveros               | COPEI                      |
| José Mata                   | COPEI                      |
| Emilio García               | MAS                        |

Periodo 1992 - 1995
| Concejales:           | Partido político / Alianza |
| --------------------- | -------------------------- |
| Sixto Carrión Fuentes | GE                         |
| José Álvarez Granda   | GE                         |
| José López            | GE                         |
| Luis Medina           | AD                         |
| Jesús Villarroel      | AD                         |
| Said Silva            | AD                         |
| Lino Oliveros         | COPEI                      |

Período 1995 - 2000
| Concejales:           | Partido político / Alianza |
| --------------------- | -------------------------- |
| José Rivas            | AD                         |
| Luis Medina           | AD                         |
| Sixto Carrión Fuentes | AD                         |
| Simon Montaño         | AD                         |
| Cristobal Gutierrez   | AD                         |
| Guido Bonaldy         | G.Q.T                      |
| Wilman Villarroel     | MAS                        |

Período 2013 - 2018:
| Concejales       | Partido político / Alianza |
| ---------------- | -------------------------- |
| César León       | PSUV                       |
| Willman Espinoza | PSUV                       |
| Niuber Lattam    | PSUV                       |
| Marta Benítez    | PSUV                       |
| Doris Romero     | PSUV                       |
| Dional Acosta    | PSUV                       |
| Yuri Piñango     | M.L.S.D.                   |

Período 2018 - 2021
| Concejales      | Partido político / Alianza |
| --------------- | -------------------------- |
| Ines Hernández  | PSUV                       |
| Jhonny Carrion  | PSUV                       |
| Noris Rodríguez | PSUV                       |
| Pedro Leyva     | PSUV                       |
| Genesis Pérez   | PSUV                       |
| Yohandis Brazon | PSUV                       |
| Evelin Luces    | PSUV                       |

Período 2021 - 2025
| Concejales          | Partido político / Alianza |
| ------------------- | -------------------------- |
| Franyelis Betancour | PSUV                       |
| Santa Subero        | PSUV                       |
| Yohandis Brazon     | PSUV                       |
| PEnilce López       | PSUV                       |
| Franck Rausseo      | PSUV                       |
| Nelsy Peña          | PSUV                       |
| Luis Reyes          | ASIS                       |